# Megachile godeffroyi
Megachile godeffroyi är en biart som beskrevs av Heinrich Friese 1911. Megachile godeffroyi ingår i släktet tapetserarbin, och familjen buksamlarbin. Inga underarter finns listade i Catalogue of Life.